# Allach-Untermenzing
Allach-Untermenzing è uno dei distretti in cui è suddivisa la città di Monaco di Baviera, in Germania. Viene identificato col numero 23.

## Geografia fisica
Il distretto si trova alla periferia nord-ovest della città.

### Suddivisione
Il distretto è suddiviso amministrativamente in 2 quartieri (Bezirksteile):
1. Industriebezirk
2. Untermenzing-Allach